# Voltor (grup musical)
Voltor fou un grup de hardcore en valencià, considerat un dels exponents del gènere en llengua catalana més importants, procedent d'Aldaia, al País Valencià.
En 2006, junt a altres cinc grups, creen el primer festival itinerant de música en valencià: el Tourbolet.
Abans del 2016 es va dissoldre temporalment.

## Discografia
- Identitat (Maqueta) - 2004
- Aprenent a volar (Cambra Records, 2005)
- Perill d'extinció (Radikal Records, 2008)[2]
- Disc de la Música en Valencià-La Gira 08 (disc recopilatori editat per Escola Valenciana el 2008)[4]
- Alabastre (2016)[2]